# Plan d'eau de la Grande Prairie
Le plan d'eau de la Grande Prairie est le centre de voile d'Angoulême situé sur la commune de Saint-Yrieix-sur-Charente.

## Description

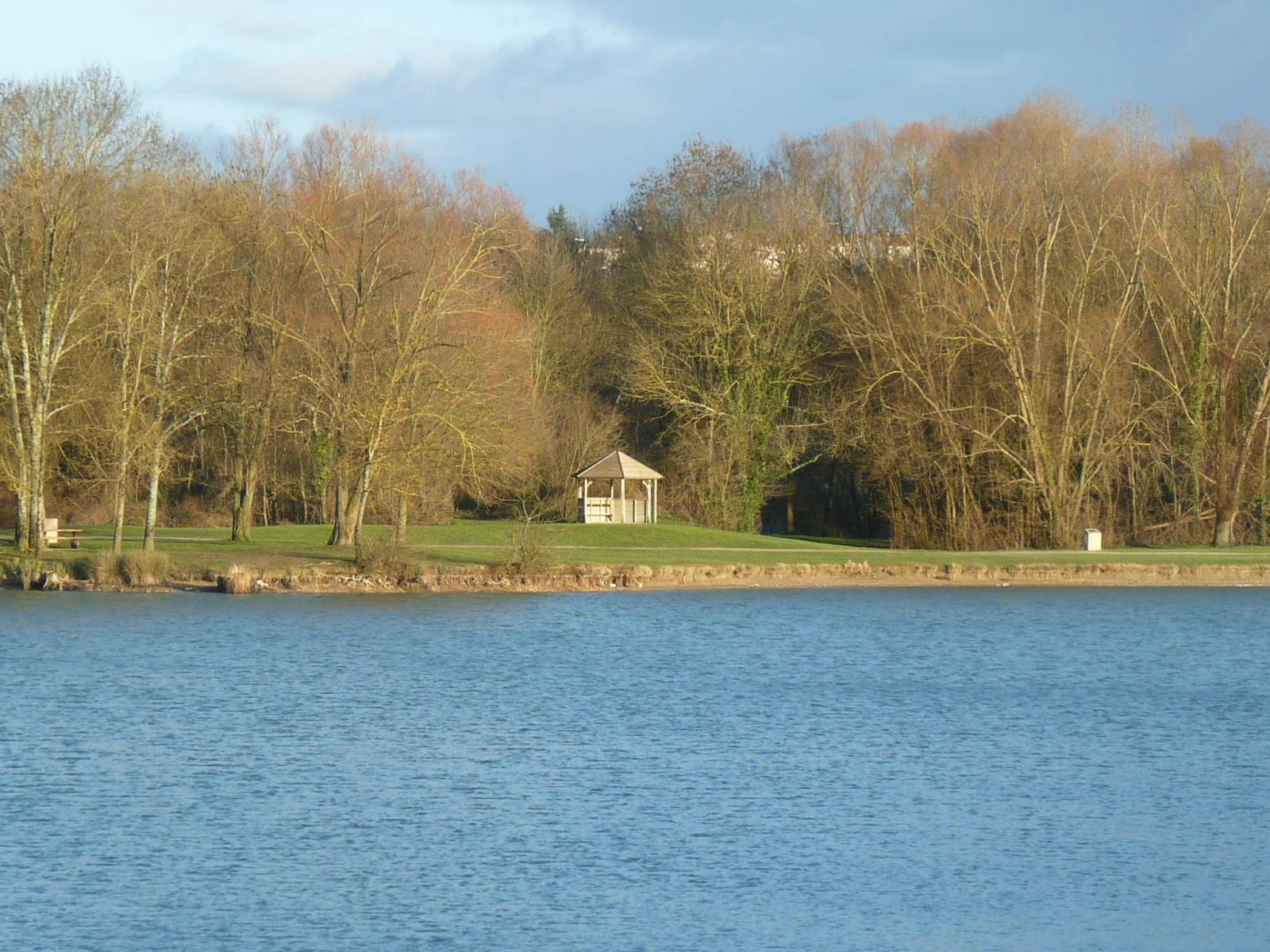
Vue vers l'est

C'est un plan d’eau de 26 hectares situé près de la Charente en amont et à 3 km au nord d'Angoulême. On l'appelle aussi le plan d'eau de Saint-Yrieix ou de Roffit car situé à ce lieu-dit limitrophe de la commune de Gond-Pontouvre.

## Historique
Le plan d'eau de Saint-Yrieix était une prairie alluviale située sur la rive droite du fleuve, la Grande prairie, avant d'être exploitée par des sablières dans les années 1960. Puis dans les années 1980 ces sablières remplies d'eau ont été réunies en un lac unique afin de servir de parc de loisirs pour l'agglomération angoumoisine.

## Centres d'intérêt

### Centre nautique

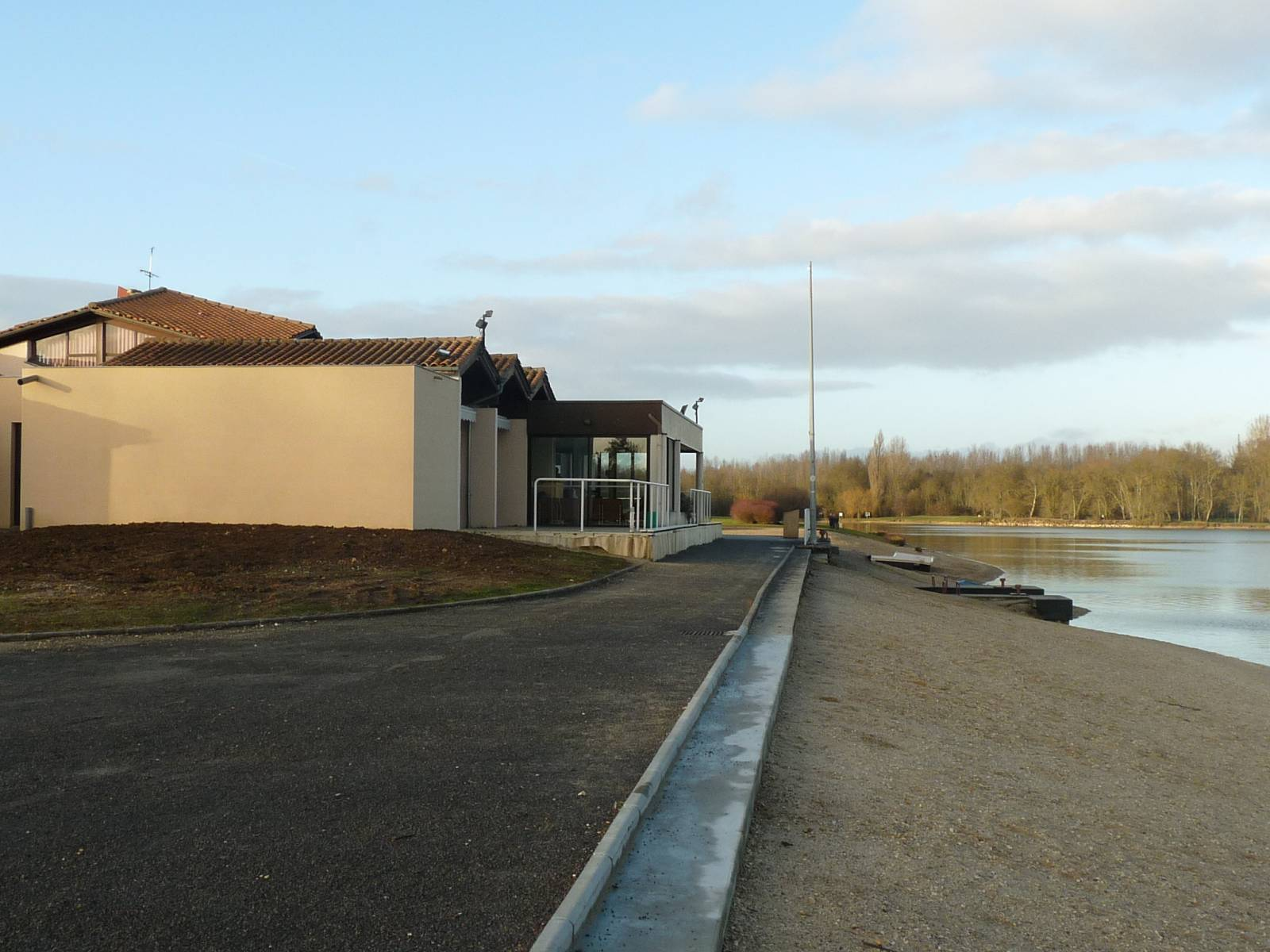
Le centre nautique

La base Éric Tabarly est située sur ce plan d'eau et elle est gérée par la FCOL (Fédération Charentaise des Œuvres Laïques).
Elle est ouverte à tous et propose diverses activités :
- voile
- planche à voile
- canoë
- VTT

La base est ouverte tous les jours de 14 heures à 20 heures. Son accès est libre et il existe une possibilité de prêt du matériel.
Elle est labellisée école Française de Voile, Voile Loisir et Voile Compétition.
Elle participe aux compétitions en particulier en Optimist, Vaurien, Laser, Yole.

### Parc de loisirs
Une baignade gratuite avec plage est aussi aménagée sur ce plan d'eau, ainsi que buvette, terrain de boules, camping, parcours sportif, et espace arboré le long de la Charente au pied de Chalonne.
Au nord est situé l'espace encore naturel de la Petite Prairie, vaste prairie tout en longueur remontant jusqu'à l'amorce de la rive concave surplombant la Charente et offrant de belles promenades.
Au sud, le plan d'eau est relié à Angoulême par la coulée verte, sentier longeant la Charente jusqu'à l'île de Bourgines, passant en particulier devant le confluent de la Touvre.

### Centre aqualudique
À proximité du plan d'eau est aussi construit un centre aqualudique appelé Nautilis, avec piscines d'hiver et d'été, jacuzzis, hammam et saunas. Le bassin fait 50 m de long mais n'est pas classé olympique car il manque malheureusement 3 cm.

### Patinoire
La patinoire fait partie du centre Nautilis.